# Mirja Dorny
Mirja Dorny (* 17. Juni 1985 in Bochum als Mirja Kothe) ist eine deutsche Fußballspielerin, die seit 2012 für den Bochumer Stadtteilverein SC Union-Bergen aktiv ist.

## Karriere

### Vereine
Als Straßenfußballerin im Zusammenspiel mit Jungen stellte Dorny zunächst ihr Können unter Beweis, bevor sie im Alter von 14 Jahren dem RW Markania Bochum beitrat. Im Dezember 2000 wechselte sie in die Jugendmannschaft des Bochumer Stadtteilvereins TuS Harpen. Während ihrer zweijährigen Vereinszugehörigkeit entwickelte sie sich zur Jugendnationalspielerin.
Zur Saison 2000/01 wechselte sie zur SG Wattenscheid 09 in die Regionalliga West, ehe ihr Weg sie bereits nach einem halben Jahr in die 1. Frauenbundesliga FCR 2001 Duisburg führte. Dort entwickelte sie sich zur Stammspielerin. In ihrer Premierensaison kam sie in neun Punktspielen zum Einsatz und erzielte ein Tor. Ihr Debüt gab sie am 16. Februar 2003 (5. Spieltag) im Alter von 17 Jahren beim 1:0-Sieg im Auswärtsspiel gegen den SC Freiburg; ihr erstes Tor erzielte sie am 11. Mai 2003 (19. Spieltag) beim 5:0-Sieg im Heimspiel gegen den Neuling Tennis Borussia Berlin mit dem Treffer zum 1:0 in der ersten Minute.
Am 31. Mai 2003 kam sie auf dem Rasen des Berliner Olympiastadions im DFB-Pokalendspiel gegen den 1. FFC Frankfurt in der Startformation zum Einsatz. Das Spiel ging durch ein Eigentor der seinerzeitigen Spielführerin des FCR Duisburg Martina Voss kurz vor Schluss mit 0:1 verloren. In der Saison 2003/04 wurde sie zu einer festen Größe im Team des FCR Duisburg. Eine Meniskusverletzung im rechten Knie warf sie ab Januar 2004 allerdings zurück. Nach ihrer Rückkehr spielte sie sich wieder in die erste Elf, wechselte jedoch aufgrund ihrer Ausbildung im Sommer 2004 zum Bundesligaaufsteiger SG Essen-Schönebeck. Am Saisonende konnten die Schönebeckerinnen soeben noch den Abstieg verhindern; am Ende der zweiten Saison belegten sie Platz sechs; Dorny wurde zur Spielerin der Saison gewählt.
Im Sommer 2007 zog es sie aufgrund der beruflichen Belastung zurück zum TuS Harpen in die Verbandsliga, mit dem sie als Spielführerin in die Regionalliga aufstieg. In dieser Zeit begleitete sie auch die anfängliche Kooperation und spätere Übernahme durch den VfL Bochum. Seit 2012 gehört Dorny dem SC Union-Bergen an, mit dem sie am Saisonende 2012/13 in die Bezirksliga, 2013/14 in die Landesliga Westfalen und 2015/2016 in die Westfalenliga aufgestiegen ist. Mit dem Aufstieg in die Westfalenliga zog sie sich aus beruflichen Gründen zurück und agiert seitdem als Standby-Spielerin.

### Nationalmannschaft
Noch als Angehörige des TuS Harpen wurde U17-Nationalspielerin und bestritt ihr erstes Länderspiel am 9. März 2002 in den USA beim 4:1-Sieg im Testspiel gegen die Auswahl Kanadas. Am 11. und 13. März folgten zwei Begegnungen gegen die USA, die mit 1:0 und 2:2 endeten. Ihre letzten beiden Einsätze in dieser Altersklassenauswahl bestritt sie am 16. und 18. April jeweils gegen die Auswahl Dänemarks, die 1:1 und 1:0 endeten. Diese dienten als Vorbereitung auf den Wettbewerb um den Nordic-Cup im Sommer 2002, an dem sie aufgrund eines Bänderrisses im Sprunggelenk nicht teilnehmen konnte.
Von Oktober 2002 bis März 2003 bestritt sie vier Länderspiele für die U19-Nationalmannschaft, ehe sie am 11. Mai 2006 bei der 2:3-Niederlage gegen die Auswahl der Vereinigten Staaten für die U21-Nationalmannschaft debütierte und mit ihr im Juli 2006 am Wettbewerb um den Nordic-Cup teilnahm. Mit ihren Einsätzen am 16. und 18. Juli 2006, beim 2:0-Sieg über die Auswahl Schwedens und beim 3:0-Sieg über die Auswahl Finnlands (Einwechslung für Simone Laudehr in der 80. Minute), trug sie zum späteren Gewinn des Pokals bei.

## Erfolge
- Nordic-Cup-Sieger 2006
- Dritter Deutsche Meisterschaft in der Saison 2001/02 und 2002/03
- DFB-Pokal-Finalist 2003

## Ausbildung und Beruf
Nach ihrem Abitur im Jahr 2004 begann Dorny bei der VBW Bauen und Wohnen GmbH in Bochum eine Ausbildung zur Kauffrau in der Grundstücks- und Wohnungswirtschaft, die sie im Juni 2007 erfolgreich abgeschlossen hat. Im Jahr 2008 begann sie ein berufsbegleitendes Studium, welches sie im Jahr 2014 mit einem Master-Abschluss beendete. Nach beruflichen Stationen beim Verband der Wohnungswirtschaft Rheinland Westfalen und der Spar- und Bauverein Solingen eG ist Mirja Dorny seit dem 1. Januar 2022 Geschäftsführerin der Baugesellschaft Hanau.